# Сориано-нель-Чимино
Сориано-нель-Чимино (итал. Soriano nel Cimino) — коммуна в Италии, располагается в регионе Лацио, подчиняется административному центру Витербо.
Население составляет 8185 человек (на 2001 г.), плотность населения составляет 104,29 чел./км². Занимает площадь 78,48 км². Почтовый индекс — 01038. Телефонный код — 0761.
Покровителем коммуны почитается святитель Николай Мирликийский. Праздник ежегодно празднуется 6 декабря.